# 함양 상연대 목조관음보살좌상
함양 상연대 목조관음보살좌상(咸陽 上蓮臺 木造觀音菩薩坐像)은 대한민국 경상남도 함양군 백전면 백운리, 상연대에 있는 불상이다. 2008년 1월 10일 경상남도의 유형문화재 제456호로 지정되었다.

## 개요
이 보살좌상은 복장기에 의해 1612년 玄眞, 學文, 明隱, 義能 등의 금어에 의하여 조성되고, 1677년에 중수되었음을 알 수 있다. 이 관음상은 총고 39.5cm 크기의 단아한 목조각상으로 조각기법이 뛰어난 작품이다.

## 지정사유
이 보살좌상은 복장기에 의하면 1612년에 조성되고, 1677년에 중수되었다. 총고 39.5cm의 단아한 목조각상으로 보살상의 제작자인 현진의 초기 작품에 해당하며 조각기법이 매우 뛰어나며 자료적 가치가 충분하다.

## 참고 문헌
- 함양 상연대 목조관음보살좌상 - 국가유산청 국가유산포털